# Yūya Matsushita

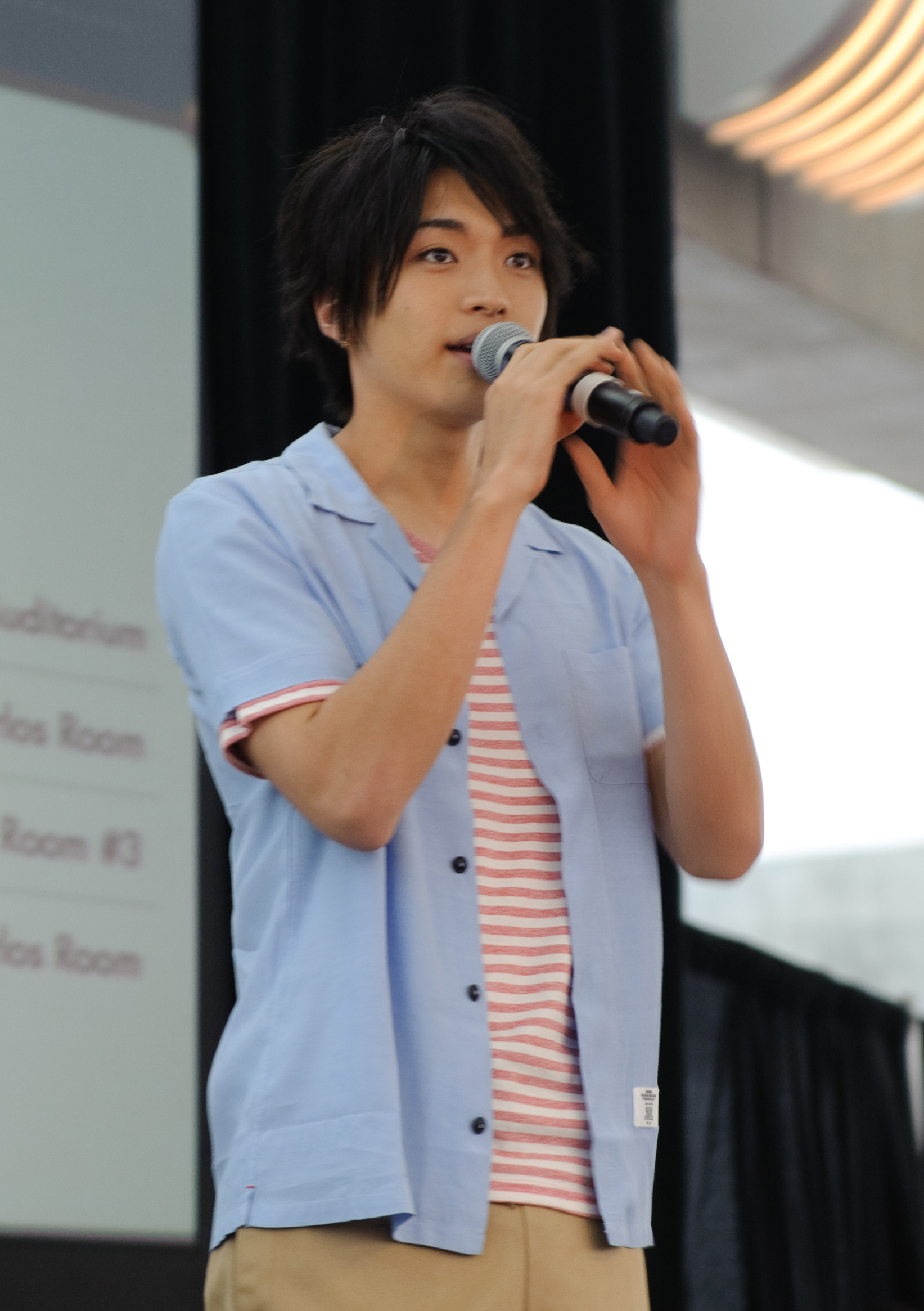
Yūya Matsushita (2011)

Yūya Matsushita (jap. 松下 優也, Matsushita Yūya; * 24. Mai 1990 in Kōbe, Präfektur Hyōgo, Japan) ist ein japanischer J-Pop-Sänger und Schauspieler.

## Leben und Wirken
2009 hatte er sein Bühnendebüt in der Hauptrolle der Musical-Adaption Sono Shitsuji, Yūkō des Mangas Black Butler, zu dessen zweiter Anime-Serie er auch den Abspanntitel beisteuerte. Auch bei der Musical-Adaption von Dream High spielte er 2012 die männliche Hauptrolle.

## Diskografie
Studioalben
- I Am Me (2010)
- 2U (2012)
- #musicoverdose (2013)

Kompilationen
- U 〜Best of Best〜 (2012)

Singles
- foolish foolish (2008)
- Last Snow (2009)
- Honesty / Negai ga Kanau nara…. (Honesty / 願いがかなうなら…) (2009)
- Trust Me (2010)
- You (2010)
- Bird / 4 Seasons (2010)
- Paradise (2011)
- Naturally (2011)
- Super Drive (2011)
- Kimi e Love Song – 10-nensaki mo (キミへのラブソング～10年先も～) (2012)
- See You (2012)
- Sweet Love (2013, nur digital)
- She’s A Liar (2014, nur digital)